# Marcelino Massana
Marcelino Massana Vancells, noto anche con lo pseudonimo di Pancho (Marcel·lí Massana i Bancells; Berga, 3 ottobre 1918 – Contea di Foix, 1981), è stato un guerrigliero e anarchico spagnolo.

## Biografia
Marcelino Massana nacque a Berga nel 1918 è stato un guerrigliero anarchico tra i più famosi maquis della Catalogna. Fu membro della Confederación Nacional del Trabajo e ufficiale repubblicano durante la guerra civile spagnola. Imprigionato tra il 1939 e il 1942, fuggì in Francia, ma tornò in Catalogna come guerrigliero anarchico maquis nel 1944 e divenne noto con il nomignolo di "Pancho". Con Caracremada compì rapimenti, aggressioni ed espropri a Berguedà e Solsonès. Abbandonò la carriera di maquis nel 1951 e tornò in Francia. Morì nella regione di Foix nel 1981.